# Dietmar Neutatz
Dietmar Karl Neutatz (* 13. April 1964 in Bad Homburg vor der Höhe) ist ein österreichischer Historiker. Er lehrt als Professor für Neuere und Osteuropäische Geschichte an der Albert-Ludwigs-Universität Freiburg.

## Leben und Wirken
Dietmar Neutatz besuchte von 1970 bis 1982 die Volksschule in Maria Enzersdorf in Niederösterreich und das Bundesgymnasium in Mödling und Salzburg. Im Jahr 1982 erfolgte die Reifeprüfung und 1982/83 der Wehrdienst als Einjährig-Freiwilliger im Österreichischen Bundesheer. Ab 1988 studierte er Geschichte, Sozialkunde und Russisch an der Paris-Lodron-Universität Salzburg; im April 1988 erfolgte die Sponsion zum Magister der Philosophie. Im März 1991 wurde Neutatz bei Friedrich Gottas an der Universität Salzburg mit einer Arbeit über Die „deutsche Frage“ im Schwarzmeergebiet und in Wolhynien promoviert. Im Jahr 1991 hatte er eine Assistenzvertretung am Institut für Ost- und Südosteuropaforschung der Universität Wien. Von 1992 bis 1995 war Neutatz Wissenschaftlicher Angestellter am Institut für Kultur und Geschichte der Deutschen im östlichen Europa der Heinrich-Heine-Universität Düsseldorf. Dort war er von 1996 bis 2001 Wissenschaftlicher Assistent. Im Oktober 1999 habilitierte er sich in Düsseldorf mit einer Arbeit über den Bau der Moskauer Untergrundbahn als stalinistisches Großprojekt.
Anschließend übernahm Neutatz Lehrstuhlvertretungen für Geschichte Osteuropas an der Humboldt-Universität Berlin (Sommersemester 2000) und an der Georg-August-Universität Göttingen (Wintersemester 2000/01 und Sommersemester 2001). Im Wintersemester 2001/02 hatte er einen Lehrauftrag an der Bergischen Universität-Gesamthochschule Wuppertal und vertrat anschließend von 2002 bis 2003 den Lehrstuhl für Neuere und Osteuropäische Geschichte an der Albert-Ludwigs-Universität Freiburg. Seit 2003 lehrt er dort in der Nachfolge von Monika Glettler als Professor für Neuere und Osteuropäische Geschichte. Eine Berufung 2011 an die Universität Wien auf eine Professur für Osteuropäische Geschichte lehnte er ab.
Seine Forschungsschwerpunkte sind die Geschichte Russlands und der Sowjetunion vom 18. bis 20. Jahrhundert, die deutschen Minderheiten im östlichen Europa, die Sozial-, Alltags- und Mentalitätengeschichte des Stalinismus, die Geschichte der Russlanddeutschen, die deutsch-tschechischen Beziehungen, die österreichisch-sowjetischen Beziehungen sowie der Konstitutionalismus und Antikonstitutionalismus im Russischen Reich. Er veröffentlichte 2013 eine Darstellung über die Geschichte Russlands im 20. Jahrhundert, die ihren Ausgang in den 1890er Jahren im allmählich niedergehenden Zarenreich mit der ersten Volkszählung im Jahre 1897 nimmt und zu Beginn des 21. Jahrhunderts mit der ersten Präsidentschaft Wladimir Putins und dessen Kampf gegen die sogenannten Oligarchen endet. Für seine Forschungen erhielt Neutatz 1991 den Würdigungspreis des Bundesministers für Wissenschaft und Forschung, 1992 den Fritz-Theodor-Epstein-Preis des Verbandes der Osteuropahistoriker und von 2008 bis 2010 ein Senior Fellowship am Freiburg Institute for Advanced Studies.

## Schriften
Monographien
- Träume und Alpträume. Eine Geschichte Russlands im 20. Jahrhundert (= Europäische Geschichte im 20. Jahrhundert). Beck, München 2013, ISBN 978-3-406-64714-7.
- Die Moskauer Metro. Von den ersten Plänen bis zur Großbaustelle des Stalinismus (1897–1935). Böhlau, Köln u. a. 2001, ISBN 3-412-12500-8 (Rezension) (Zugleich: Düsseldorf, Universität, Habilitationsschrift, 1999).
- Politik, Wirtschaft, Mentalitäten und Alltag im Spannungsfeld von Nationalismus und Modernisierung (1856–1914). Steiner, Stuttgart 1993, ISBN 3-515-05899-0 (Zugleich: Salzburg, Paris-Lodron-Universität, Dissertation, 1991)
  - The "German Question" in the Black Sea Region and in Volhynia. Politics, Economics, and Everyday Life amid the Tension generated by Nationalism and Modernization (1856–1914). American Historical Soc. of Germans from Russia, Lincoln, Nebraska 2013.

Herausgeberschaften
- mit Volker Zimmermann: Von Historikern, Politikern, Turnern und anderen. Schlaglichter auf die Geschichte des östlichen Europa. Festschrift für Detlef Brandes zum 75. Geburtstag. Frank u. Timme, Berlin 2018, ISBN 978-3-7329-0479-2.
- mit Victor Herdt: Gemeinsam getrennt. Bäuerliche Lebenswelten des späten Zarenreiches in multiethnischen Regionen am Schwarzen Meer und an der Wolga. Harrassowitz, Wiesbaden 2010, ISBN 978-3-447-05833-9.
- Die Deutschen und das östliche Europa. Aspekte einer vielfältigen Beziehungsgeschichte. Festschrift für Detlef Brandes zum 65. Geburtstag. Klartext-Verlag, Essen 2006, ISBN 3-89861-629-0.